# Hilgardita
La hilgardita és un mineral de la classe dels borats, que pertany i dona nom al grup de la hilgardita. Rep el seu nom de Eugene Woldemar Hilgard (1833-1916), geòleg alemany-nord-americà, un dels primers a descriure els dipòsits de sal de Louisiana.

## Característiques
La hilgardita és un borat de fórmula química Ca₂B₅O₉Cl(H₂O). Cristal·litza en el sistema monoclínic o triclínic. Els cristalls són triangulars distorsionats i tabulars en {010} i hemimòrfics, de fins a 2 centímetres, amb 18 formes descrites. La seva duresa a l'escala de Mohs és 5. Són coneguts diversos politips de la hilgardita, així com diverses varietats que contenen estronci.
Segons la classificació de Nickel-Strunz, la hilgardita pertany a «06.ED - Tectopentaborats» juntament amb els següents minerals: tyretskita i kurgantaïta.

## Formació i jaciments
Va ser descoberta l'any 1937 als dipòsits de sal de Choctaw, a Plaquemine (Louisiana, Estats Units), on sol trobar-se associada a altres minerals com: quars, pirita, magnesita, hauerita, dolomita, danburita, calcita, boracita i anhidrita.

## Grup de la hilgardita
El grup de la hilgardita és un grup de minerals que està format per quatre espècies.
| Espècie       | Fórmula          |
| ------------- | ---------------- |
| Hilgardita    | Ca₂B₅O9Cl·H₂O    |
| Kurgantaïta   | CaSrB₅O9Cl·H₂O   |
| Leucostaurita | Pb₂B₅O9Cl·0,5H₂O |
| Tyretskita    | Ca₂B₅O9(OH)·H₂O  |